# Републикански път III-5902
Републикански път IIІ-5902 е третокласен път, част от Републиканската пътна мрежа на България, преминаващ изцяло по територията на Кърджалийска област. Дължината му е 15,4 km.
Пътят се отклонява надясно при 14,3 km на Републикански път II-59 на билото на източнородопския Стръмни рид, западно от село Звездел и се насочва на юг по източните склонове на рида. Преминава покрай няколко махали на селата Конче, Седефче, Метлика, Голяма Чинка и Малка Чинка и в източната махала на село Токачка се свързва с Републикански път III-509 при неговия 20,1 km.
| Пътища, отклоняващи се надясно (населено място, № на пътя, посока на пътя) | km   | Пътища, отклоняващи се наляво (посока на пътя, № на пътя, населено място) |
| -------------------------------------------------------------------------- | ---- | ------------------------------------------------------------------------- |
| Община Момчилград, II-59, 14,3 km →                                        | 0,0  | → 14,3 km, II-59, Община Момчилград                                       |
| (за с. Ралица) общински път ←                                              | 2,3  |                                                                           |
| (за с. Седефче) общински път ←                                             | 4,8  |                                                                           |
|                                                                            | 7,5  | → общински път (за с. Конче)                                              |
| Община Крумовград                                                          | 8,1  | Община Крумовград                                                         |
| (за с. Седефче) общински път ←                                             | 9    | → общински път (за с. Метлика)                                            |
| (за с. Малка Чинка) общински път ←                                         | 12,2 | → общински път (за с. Голяма Чинка)                                       |
| (от 391,6 km на I-5) III-509, 20,1 km, с. Токачка →                        | 15,4 | → с. Токачка, 20,1 km, IIII-667 (до гр. Крумовград)                       |